# ARHGEF10
ARHGEF10‏ (Rho guanine nucleotide exchange factor 10) هوَ بروتين يُشَفر بواسطة جين ARHGEF10 في الإنسان.